# Рудолф Ото
Рудолф Ото (на немски: Rudolf Otto) (25 септември 1869, Пайне, Германия – 6 март 1937, Марбург, Германия) e германски теолог, философ на религията и сравнителното религиознание.

## Биография
Рудолф Ото е роден на 25 септември 1869 г. в Пайне, Прусия. Следва в университета в Ерланген и в Гьотингенския университет, където написва дисертация за Мартин Лутер и се хабилитира с текст за Имануел Кант. През 1906 г. става професор, а през 1910 г. получава титлата доктор хонорис кауза от университета в Гисен. През 1915 г. става професор във Бреслауския университет, а през 1917 г. – в Марбургския университет, най-стария протестантски университет в света, където остава да преподава до 1929 г. През 1927 г. основава Марбургския музей на религиите (Religionskundliche Sammlung), свързан с религиознанието и събирането на религиозни артефакти, който съществува и до днес. Умира на 6 март 1937 в Марбург, Германия.

## Творчество
Най-известното му съчинение е Святото (Das Heilige), с подзаглавие Върху ирационалното в идеята за Божественото и неговата връзка с рационалното (Über das Irrationale in der Idee des Göttlichen und sein Verhältnis zum Rationalen), публикувано през 1917 г., което става едно от най-успешните немски теологически съчинения на XX в. Превежда на немски редица индийски философски и религиозни текстове, сред които Бхагавад Гита, Вишну Нараяна и Сидханта на Рамануджа. В книгата си Западно-източният мистицизъм (1926) прави сравнителен анализ на философите Майстер Екхарт и Шанкара.

## Съчинения
- Понятието за Светия Дух при Лутер, 1898
- Животът и делото на Исус, 1901
- Как Шлайермахер преоткри религията, 1903
- Натуралистки и религиозен светоглед, 1904
- Религиозната философия на Кант и Фриз, 1909
- Святото, 1917
- Западно-източният мистицизъм, 1926
- Индийската религия на благодатта и християнството, 1930
- Божието Царство и Синът Човешки, 1934
- Трактат с напътствия за Бхагавад Гита, 1935

## Издания на български език
- Ото, Рудолф. Идеята за святото. УИ „Св. Климент Охридски“, София, 2014.

## Изследвания
- Бачев, М. Феноменология на святото (От Имануел Кант до Рудолф Ото). УИ „Св. Климент Охридски“, София, 2016.